# Gars
Gars là một đô thị thuộc huyện Mühldorf bang Bayern nước Đức